# کلبسیلا واری کولا
کلبسیلا واری کولا (Klebsiella variicola) یک گونه باکتری گرم منفی و غیر متحرک متعلق به سرده کلبسیلا است. این باکتری ابتدا به عنوان بیماریزای خوش‌خیم در گیاهان شناخته شد اما امروزه بیماریزایی آن در انسان و گاو نیز مشخص‌شده است.

## معرفی
این باکتری به عنوان یک باکتری عضو سرده کلبسیلا در سال ۲۰۰۴ میلادی کشف شد. این باکتری مانند سایر کلبسیلاها، شباهت‌های زیادی به کلبسیلا پنومونیه دارد. گرم منفی، میله‌ای شکل و غیر متحرک می‌باشد و به وسیلهٔ یک کپسول پلی ساکاریدی پوشیده شده است.

## میزبان
گیاهان مختلفی مانند درخت موز و گیاه نیشکرمیزبان این باکتری هستند. برخی سویه‌های آن نیز موجب بیماریزایی در انسان می‌شوند. آن‌ها به عنوان پاتوژن‌های فرصت طلب در بدن حضور دارند. کلبسیلا واری کولا همچنین از بدن گاو مبتلا به ورم پستان نیز جداسازی شده است.